# Конотопська відьма (фільм-спектакль)
Конотопська відьма — радянський фільм-спектакль українською мовою, створений студією «Укртелефільм». Екранізація за мотивами однойменної сатирико-фантастичної повісті Г. Квітки-Основ'яненка. Постановка Національного академічного драматичного театру імені І.Франка.

## Сюжет
Дія відбувається в Україні в XVIII столітті. Сотник невеликого міста Конотоп, що закоханий в дівчину Олену, за ради своєї мрії готовий на все. Знаючи це, його писар намагається підставити свого начальника, аби зайняти його місце.
Він придумає історію, що сотник повинен, нібито за наказом свого начальника, під час жорстокої посухи утопити всіх жінок, підозрюваних у чаклунстві. Писар та сотник починають "полювання на відьом.

## Актори
- Яків Сиротенко — Забрьоха, сотник
- Микола Задніпровський — Пістряк, писар
- Наталія Сумська — Олена
- Олександр Задніпровський — Дем'ян
- Раїса Теплова, Валентин Троцюк — Явдоха Зубиха, відьма
- Володимир Абазопуло — Піп Чиря
- Михайло Крамар — Левурда
- Анатолій Помилуйко — Рябокляч
- Олег Шаварський — Швандюра
- Богдан Бенюк — Перший кум
- Володимир Коляда — Другий кум
- Василь Мазур — Третій кум
- Р. Коцюбинський — покійний Улас Забрьоха
- Наталія Омельчук — Палажка

## Творча група
- Автор інсценізації: Богдан Жолдак
- Режисери-постановники: Ігор Афанасьєв, В'ячеслав Бунь
- Композитор: Ігор Поклад
- Оператор-постановник: Олексій Зоценко
- Художник-постановник: Анатолій Чечик
- Звукооператор: І. Монакова
- Редактор: О. Гарицька
- Директор фільму: О. Данилов